# Industri Kereta Api
 (octobre 2018).
Si vous disposez d'ouvrages ou d'articles de référence ou si vous connaissez des sites web de qualité traitant du thème abordé ici, merci de compléter l'article en donnant les références utiles à sa vérifiabilité et en les liant à la section « Notes et références ».
PT Industri Kereta Api (Persero) (industrie des chemins de fer), en abrégé Inka ou INKA, est une société d'état indonésienne créée le 19 août 1981 pour reprendre les activités du Balai Lois Lokomotif Uap (atelier pour locomotive à vapeur) de la Perusahaan Jawatan Kereta Api (devenue PT Kereta Api Indonésie) à Madiun (Java oriental).
À partir du milieu des années 1970, les locomotives à vapeur ne sont en effet plus en service en Indonésie et l'atelier est alors converti en fabricant de matériel roulant ferroviaire.

## Galerie

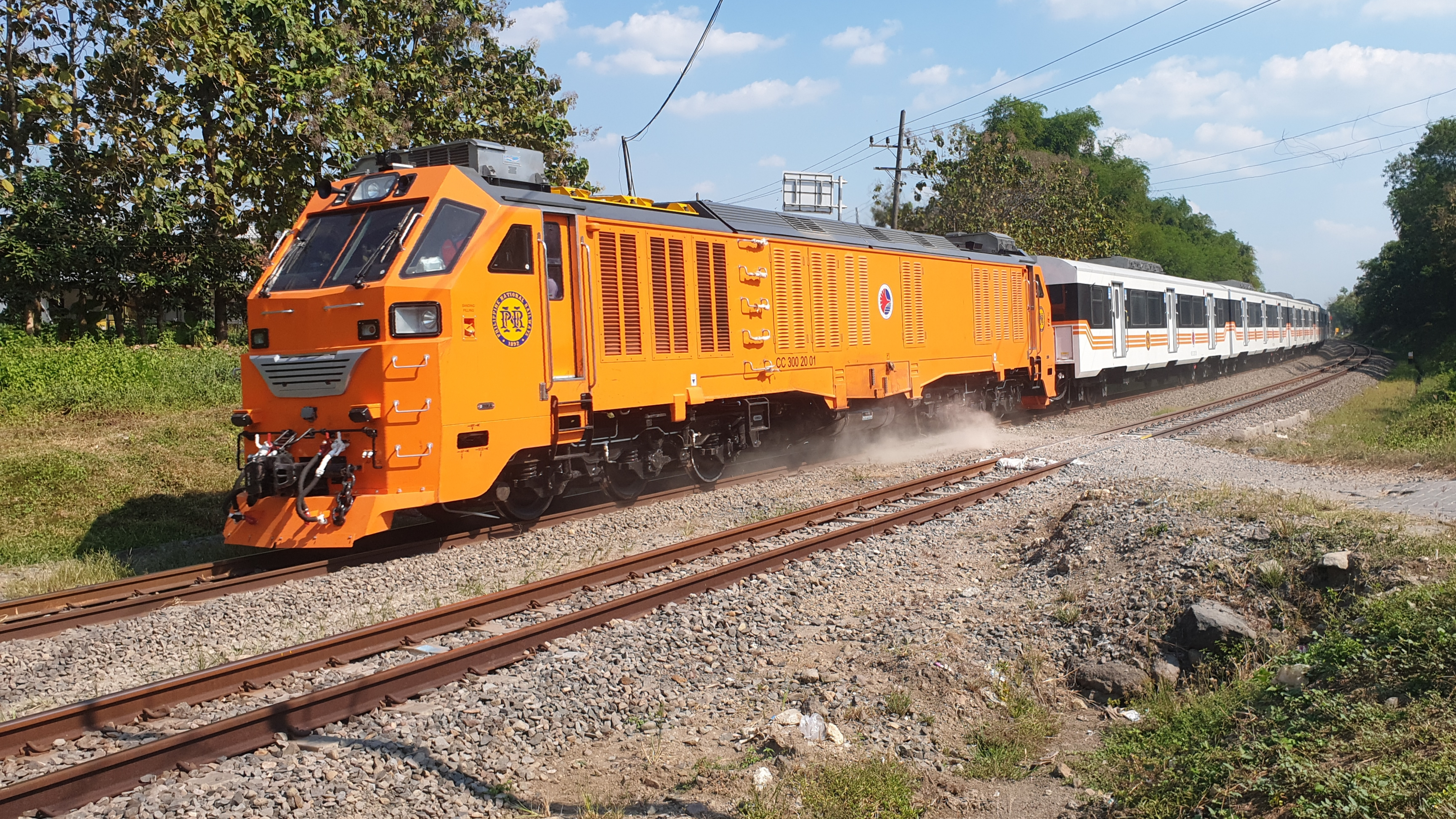
Une locomotive diesel-hydrolique (DHL) aux couleurs de la Philippine National Railways
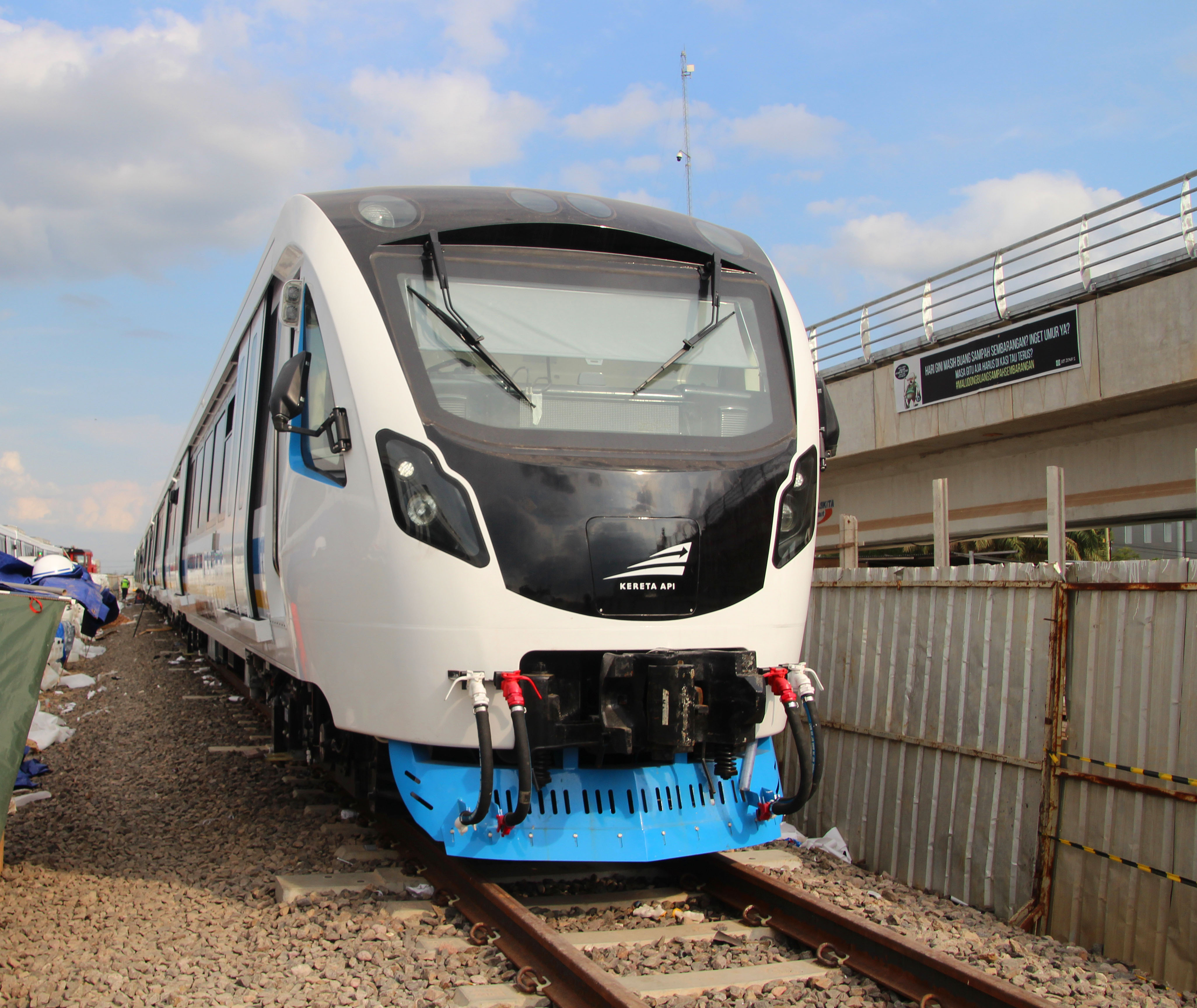
Une rame LRT (Light Rail Transit)
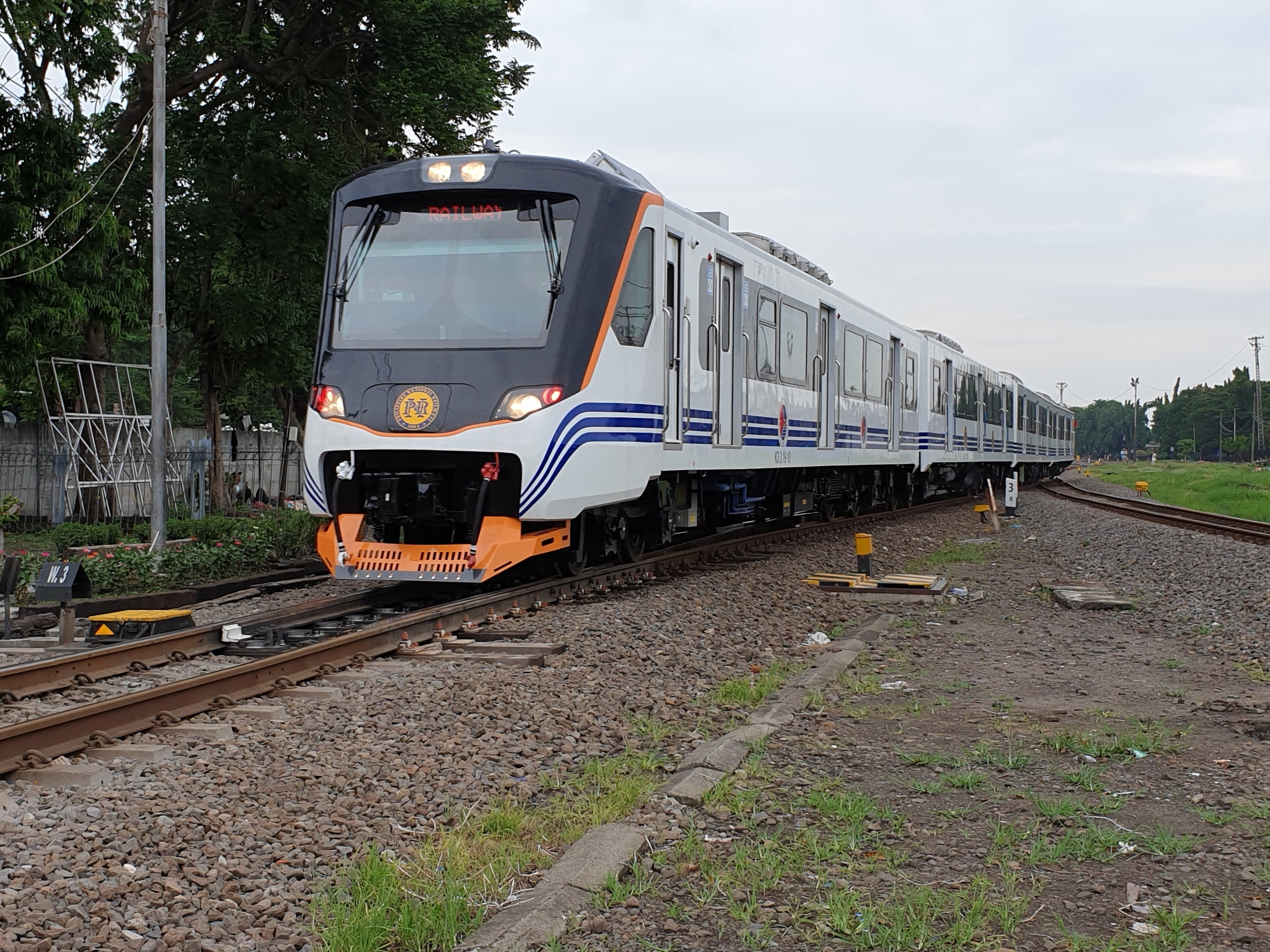
Une rame automotrice diesel de la Philippine National Railways